# Castromocho
Castromocho is een gemeente in de Spaanse provincie Palencia in de regio Castilië en León met een oppervlakte van 52,96 km². Castromocho telt 226 inwoners (1 januari 2016).

## Demografische ontwikkeling
Bron: INE, 1857-2011: volkstellingen